# Recuerdos y tequila
Recuerdos y Tequila es el nombre del sexto álbum de estudio y primero en español de la cantante mexicana Elán, lanzado el 24 de noviembre del 2009.

## Información
En el 2009, Elán grabó su primer álbum completamente cantado en idioma español, llamado Recuerdos y Tequila. Todas las canciones son covers de artistas como Fito Páez, Armando Manzanero y Juan Gabriel, en versiones jazz.
Elán dijo que "Era una necesidad personal cantar en español y ofrecer canciones que marcaron mi vida, algunas de manera personal y otras por tradición familiar como las de José Alfredo Jiménez, que escuchaba mi padre".
El primer sencillo se llama "Al Lado del Camino", original de Páez. El video fue filmado en la Ciudad de México, y presenta a los actores mexicanos Carmen Salinas, Tony Dalton, Ana de la Reguera, y Cecilia Suárez.

## Lista de canciones
1. Te solté la rienda (José Alfredo Jiménez)
2. Seis tequilas (Antonio García de Diego / Joaquín Sabina / Pancho Varona)
3. Pero te extraño (Armando Manzanero)
4. Lucha de gigantes (Antonio Vega)
5. Tu recuerdo y yo (José Alfredo Jiménez)
6. Tarde (Juan Gabriel)
7. Eco (Jorge Drexler / Leonor Watling)
8. Que seas feliz (Consuelo Velázquez)
9. No se mañana (Rosana Arbelo)
10. Clandestino (Manu Chao)
11. Ojalá que te vaya bonito (José Alfredo Jiménez)
12. Al lado del camino (Fito Páez)
13. Sevillanas del adiós (Manuel Garrido / Manuel García Sevillana)

## Sencillos
- Al lado del camino (2009)